# Господар рата (филм)
Господар рата (енгл. Lord of War) америчка је криминалистичка филмска драма из 2005. године. Режију и сценарио потписује Ендру Никол, док главну улогу тумачи Николас Кејџ, који игра измишљеног илегалног трговца оружјем, инспирисаног причама неколико стварних трговаца оружјем и шверцера, првенствено Виктора Бута.
Приказан је 16. септембра 2005. године у Сједињеним Америчким Државама. Добио је позитивне рецензије критичара и зарадио више од 70 милиона долара. Филм је званично подржала организација Amnesty International јер истиче питање илегалне трговине оружјем у међународној индустрији оружја.

## Радња
Јуриј Орлов је син украјинских имиграната који долазе у Сједињене Америчке Државе. Одрастајући на улицама Мале Одесе почиње да схвата да новац доводи до статуса и гламура, а самим тим и до жена. Баца око на локалну лепотицу Аву Фонтејн, али убрзо схвата да без новца и статуса освајање неће успети. Шансу за лаком зарадом и коктелом гламура налази у продаји оружја, посебно популарних узија.
Велику прекретницу у његовом послу трговином оружјем доноси крај хладног рата и доступност велике количине оружја. Јуријев ујак ради у складишту оружја у Русији и на тај начин он долази до огромне количине оружја. Све то повећава његов углед у кругу мафије, доноси уносне послове са познатим диктаторима, али и пажњу агента Интерпола Џека Валентајна. За то време Јуријев млађи брат Виталиј све више почиње да упада у проблеме са дрогом, а супруга Ава почиње да открива тамну страну његовог посла и двоструки живот који води.

## Улоге
| Глумац           | Улога                  |
| ---------------- | ---------------------- |
| Николас Кејџ     | Јуриј Орлов            |
| Итан Хок         | Џек Валентајн          |
| Џаред Лето       | Виталиј Орлов          |
| Бриџет Мојнахан  | Ава Фонтејн            |
| Ејмон Вокер      | Андре Баптист Млађи    |
| Семи Ротиби      | Андре Баптист Старији  |
| Ијан Холм        | Симеон Вајс            |
| Јевгениј Лазарев | генерал Дмитриј Волков |